# Champoussin
Champoussin est une station de ski située dans le val d'Illiez dans le canton du Valais en Suisse.

## Présentation du domaine
Les points culminants de cette station est l'aiguille des Champeys (1983 mètres) et la Pointe de l'Au (2152 mètres). Ces sommets sont tous deux desservis par deux télésièges fixes.
Cette station a l'avantage d'avoir une vue imprenable sur les dents du Midi. Elle est aussi un passage obligé entre ses deux stations de ski voisines, Morgins et Champéry-Les Crosets. La station comprend en majorité des pistes bleues même si l'on peut trouver deux pistes noires et rouges.